# 赤山湖管委会
赤山湖管委会，是中华人民共和国江苏省鎮江市句容市下辖的一个类似乡级单位。赤山湖是句容市的一个湖泊。

## 行政区划
赤山湖管委会下辖以下地区：
胜利村、赤山村、谢桥村和芦亭村。